# Wellington Rocha
Wellington Rocha est un footballeur international est-timorais né le 4 octobre 1990 à São Paulo. Il évolue au poste de défenseur.

## Biographie
Wellington Rocha joue au Brésil, en Thaïlande, en Indonésie, en Australie, et au Japon.
Il reçoit cinq sélections en équipe du Timor oriental lors de l'année 2012.